# Estación Corrientes (Tranvía del Este)
Corrientes fue una estación tranviaria del Tranvía del Este de la red ferroviaria argentina, en el ramal que une las estaciones de Córdoba e Independencia.

## Inauguración
Se inauguró el 14 de julio de 2007, junto a las otras estaciones, por el secretario de Transporte de la Nación, Juan Pablo Schiavi, junto con Néstor Kirchner y Cristina Fernández de Kirchner, entre otros miembros del gabinete.

## Ubicación
Se ubicaba en la intersección de la Avenida Alicia Moreau de Justo y Trinidad Guevara.